# Menesia albifrons
Menesia albifrons là một loài bọ cánh cứng trong họ Cerambycidae.